# تیریزه اشنابل
تیریزه اشنابل (آلمانی: Therese Schnabel؛‏ ۱۴ سپتامبر ۱۸۷۶ – ۳۰ ژانویهٔ ۱۹۵۹) خوانندهٔ کنترآلتوی اپرا و معلم آواز اهل آلمان بود.
نخستین اجرای حرفه‌ای او در سال ۱۸۹۷ بود و دو سال بعد اجرای مهم دیگری از آثار فرانتس شوبرت و یوهانس برامس را با یکی از شاگردان فرانتس لیست به نام آلفرد رایسنائر انجام داد که با بازخورهای مثبت و خوبی مواجه شد.
او در سال‌های آغاز حرفهٔ خوانندگی‌اش اجراهایی با رهبران مشهور موسیقی همچون آرتور نیکیش، فلیکس واینگارتنر، و ریشارد اشتراوس داشت.
او در سراسر زندگی به کار آموزش خوانندگی ادامه داد و شاگردان زیادی ازجمله ماریا اشتادر و پیتر پیرز را تربیت کرد.